# به من نگو!
به من نگو! (انگلیسی: Non me lo dire!) یک فیلم کمدی ایتالیایی به کارگردانی ماریو ماتولی با بازی ارمینیو ماکاریو است که در سال ۱۹۴۰ منتشر شد.

## بازیگران
- ارمینیو ماکاریو
- واندا اوزیریس
- سیلوانا یاکینو
- تینو اسکوتی
- گولی‌یلمو بارنابو
- نینو پاوسه
- چزاره فانتونی
- وینیچو سوفیا
- انتسو بیلیوتی
- نینو مارکتی
- چیرو براردی
- نینو مارکزینی
- گولیلمو سیناتس
- کارلو ریتسو